# Petrochromis trewavasae
Petrochromis trewavasae és una espècie de peix de la família dels cíclids i de l'ordre dels perciformes. Va ser descrit per l'ictiòleg belga Max Poll el 1948. Va rebre l'epítet trewavasae en honor de l'ictiòloga britànica i conservadora de la col·lecció de peixos del Museu britànic Ethelwynn Trewavas.
Viu al llac Tanganika a poca fondaria prop de la riba. Pel seu aspecte general i la seva coloració completament negrai amb una cua àmpliament dentada, aquest peix es distingeix fàcilment dels altres Petrochromis. Pot atènyer a l'edat adult uns 18 cm de longitud total. Les larves es desenvolupen fins a 3,17cm per incubació bucal materna.

## Subespècies
- Petrochromis trewavasae ephiphium (Brichard, 1989)
- Petrochromis trewavasae trewavasae (Poll, 1948)